# کاندیدا رویال
کاندیدا رویال (انگلیسی: Candida Royalle؛ زاده ۱۵ اکتبر ۱۹۵۰-درگذشته ۷ سپتامبر ۲۰۱۵) یک بازیگر پورنوگرافی اهل ایالات متحده آمریکا بود.

## شغل
در سال ۱۹۸۴ او شرکت تولیدی پرونوگرافی Femme Productions را بنا نهاد.